# The Spider
The Spider (O Aranha ou O Aranha Negra no Brasil) é um herói da literatura pulp norte-americana, o personagem foi criada em 1933 por Harry Steeger para a Popular Publications como um concorrente direto de The Shadow da Street and Smith Publications. Embora semelhantes, The Spider era o playboy milionário Richard Wentworth, que serviu como um major na Primeira Guerra Mundial, e estava morando em Nova York afetada pelas privações financeiras da Grande Depressão. Stan Lee cita o personagem como inspiração para a criação do Homem-Aranha.

## Cinema
O personagem foi adaptado para dois seriados pela Columbia Pictures: The Spider's Web (1938) e The Spider Returns (1941), em ambas as produções, foi interpretado por Warren Hull.

## Histórias em quadrinhos
Em 1991, o personagem ganhou sua primeira versão em quadrinhos pela Eclipse Comics na minissérie em três edições Master Men - The Spider, roteirizada por Tim Truman e ilustrada pelo próprio Truman e Quique Alcatena, no ano seguinte, a mesma dupla produziu uma segunda minissérie em três edições: Master of Men! The Spider: Reign of the Vampire King.  Em 1994, a Blazing Adventure publicada The Spider Presents, ilustrada por Grat Morrow,  quatro anos depois, é publicado The Spider: Burning Lead for the Walking Dead, escrita e ilustrada por Mark Wheatley. Em 2002, a Vanguard Productions publica a graphic novel The Spider: Scavengers of the Slaughtered Sacrifices, escrita por Don McGregor e ilustrada por Gene Colan Em 2010, a licença é adquirida pela Moonstone Books, que publica uma minissérie em duas edições, escrita por Martin Powell e ilustrada por Pablo Marcos, o personagem também protagoniza um crossover com a heróina Domino Lady, no ano seguinte, a licença é adquirida pela Dynamite Entertainment, que publicada entre 2012 e 2014, uma minissérie escrita pelo romancista David Liss, ilustrada por Colton Worley, com capas de Alex Ross, John Cassaday, Francesco Francavilla e Ron Lesser. Em julho de 2012, a editora anunciou a minissérie em oito edições, Masks, onde o herói protagonizou com outros mascarados (O Besouro Verde, O Sombra, Zorro, Miss Fury, Morcego Negro, Green Lama e Black Terror) com roteiros de Chris Roberson e arte de Alex Ross. A trama é baseada em histórias de The Spider, escritas por Norvell Page na década de 1930.

## No Brasil
As histórias dos pulps foram publicadas na revista Policial em revista da editora Grande Consórcio Suplementos Nacionais, publicada nas décadas de 1930 e 1940. Em 2014, a Mythos Editora publicou pela primeira vez no país, uma história em quadrinhos do personagem, trata-se da minissérie roteirizada por Liss que recebeu o nome de O Aranha – O terror da Rainha Zumbi, no ano seguinte, publicou a minissérie Masks, com o título traduzido para Máscaras, ambas foram publicadas em edições encadernadas.